# Gare de Mouans-Sartoux
La gare de Mouans-Sartoux est une gare ferroviaire française de la ligne de Cannes-la-Bocca à Grasse, située sur le territoire de la commune de Mouans-Sartoux, dans le département des Alpes-Maritimes et la région Provence-Alpes-Côte d'Azur.
C'est une gare de la Société nationale des chemins de fer français (SNCF) desservie par des trains TER Provence-Alpes-Côte d'Azur. Elle est reliée à la gare de Cannes en moins de 15 minutes, et à la gare de Grasse en moins de 10 minutes.

## Situation ferroviaire
Établie à 125 mètres d'altitude, la gare de Mouans-Sartoux est située au point kilométrique (PK) 11,856 de la ligne de Cannes-la-Bocca à Grasse, entre les gares de Ranguin et de Grasse, s'intercale l'ancienne halte du Plan-Plascassier.

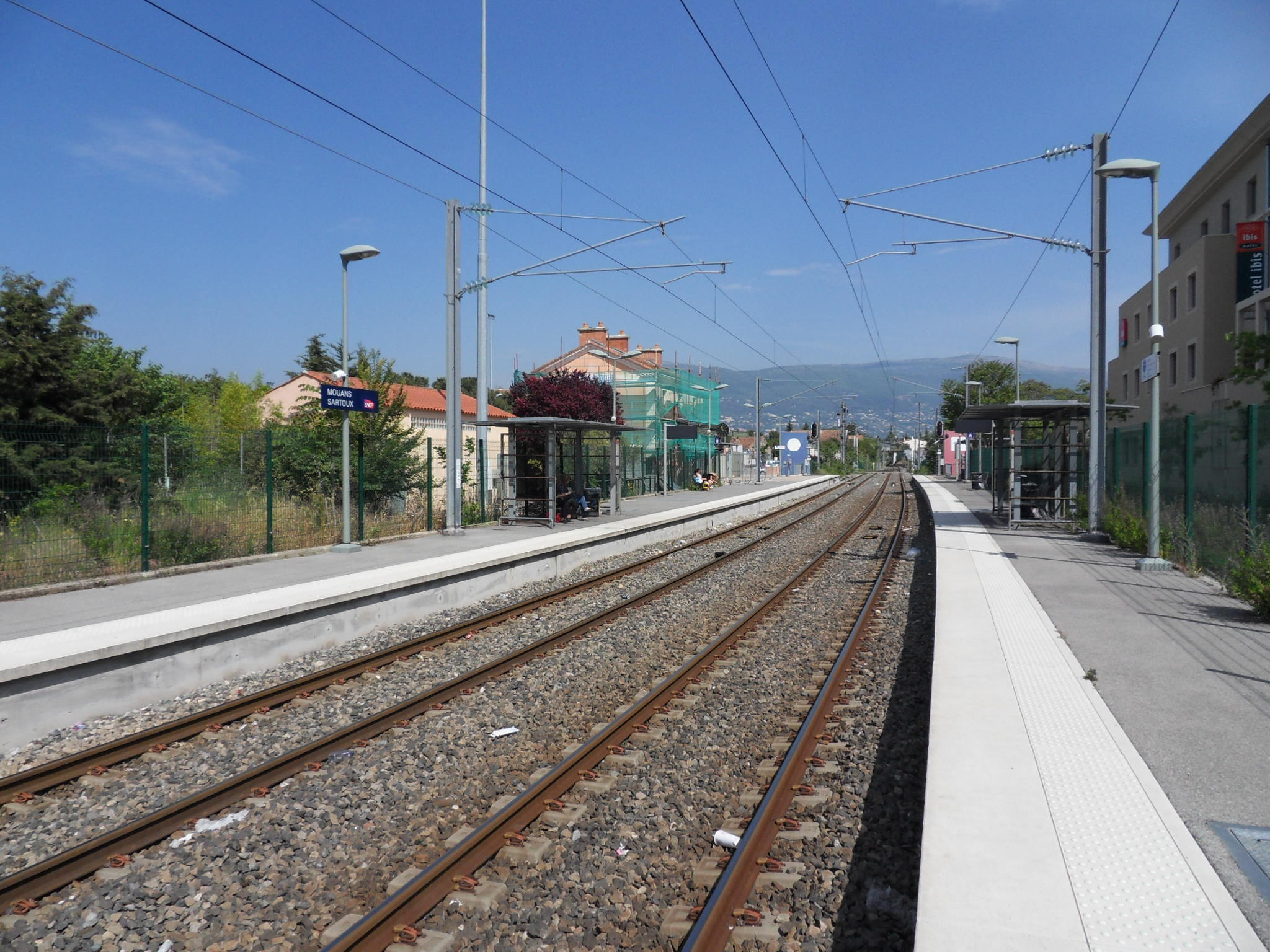
Les voies et quais de la gare vus en direction de Grasse.

Gare de croisement sur une ligne à une seule voie, elle dispose de deux voies pour le croisement des trains sur cette ligne à voie unique.

## Service des voyageurs

### Accueil
Gare SNCF, elle dispose d'un bâtiment voyageurs, avec guichet, ouvert du lundi au samedi et fermé les dimanches et jours fériés. Elle est notamment équipée d'automates pour l'achat de titres de transport TER.
La traversée des voies et l'accès aux quais s'effectuent par un souterrain équipé d'escaliers et d'ascenseurs.

### Desserte
Mouans-Sartoux est desservie par des trains TER PACA, qui effectuent des missions entre les gares de Grasse et de Vintimille via Cannes.

### Intermodalité
Un parc pour les vélos et un parking pour les véhicules y sont aménagés. Elle est desservie par des bus urbains.

## Projet
La perspective de création de la LGV Provence-Alpes-Côte d'Azur prévoit l'ouverture d'une gare dite Ouest Alpes-Maritimes non loin de la gare de Mouans-Sartoux. La décision finale du tracé retenu, courant 2008, permettra d'affiner la localisation de la gare nouvelle. Les correspondances TGV-TER sont envisagées pour toutes les gares de la LGV PACA, donc notamment à Mouans-Sartoux. Les travaux devraient commencer en 2025 avec une mise en service entre 2028 et 2030. 

## Galerie de photographies

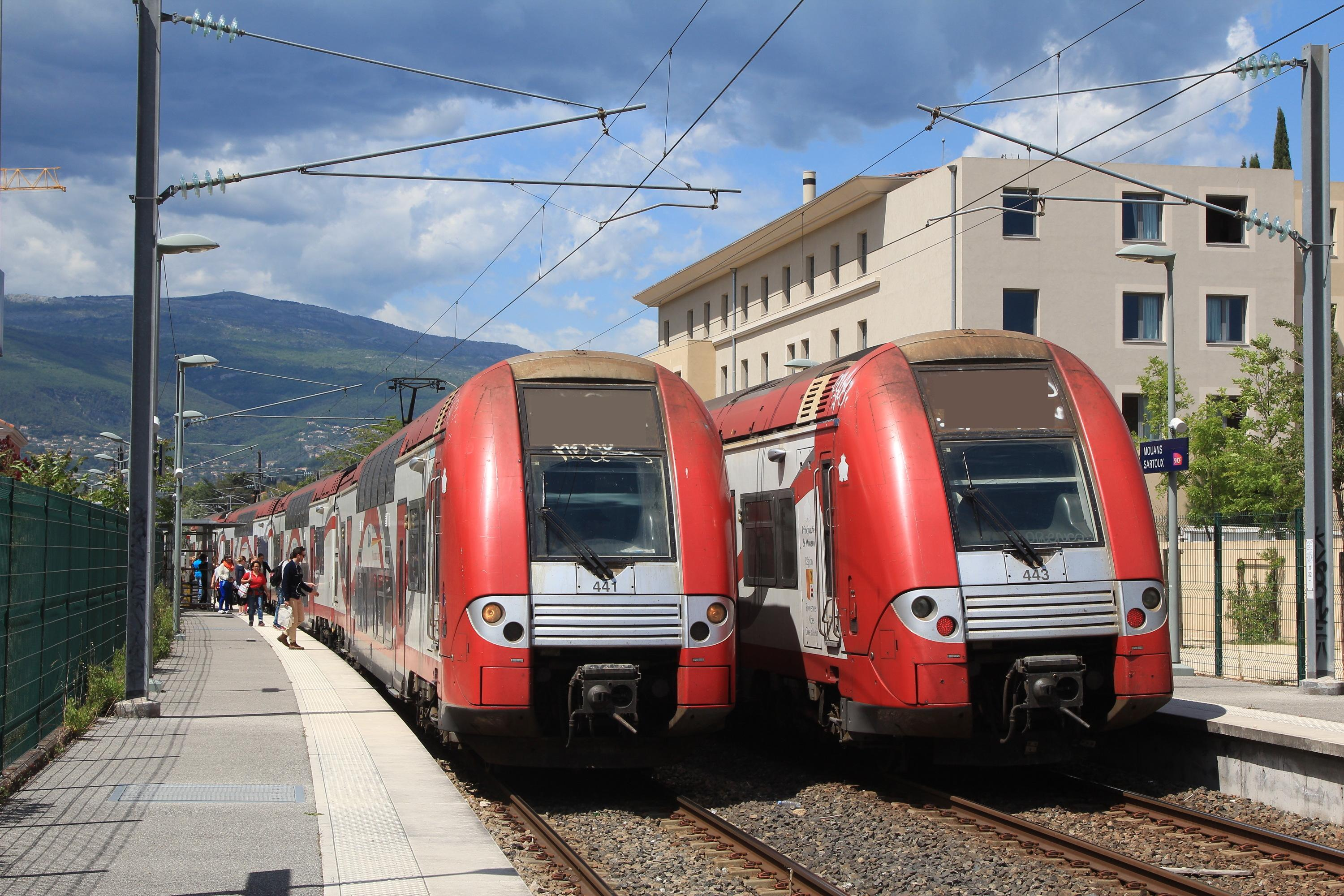
Croisement de deux TER en gare.
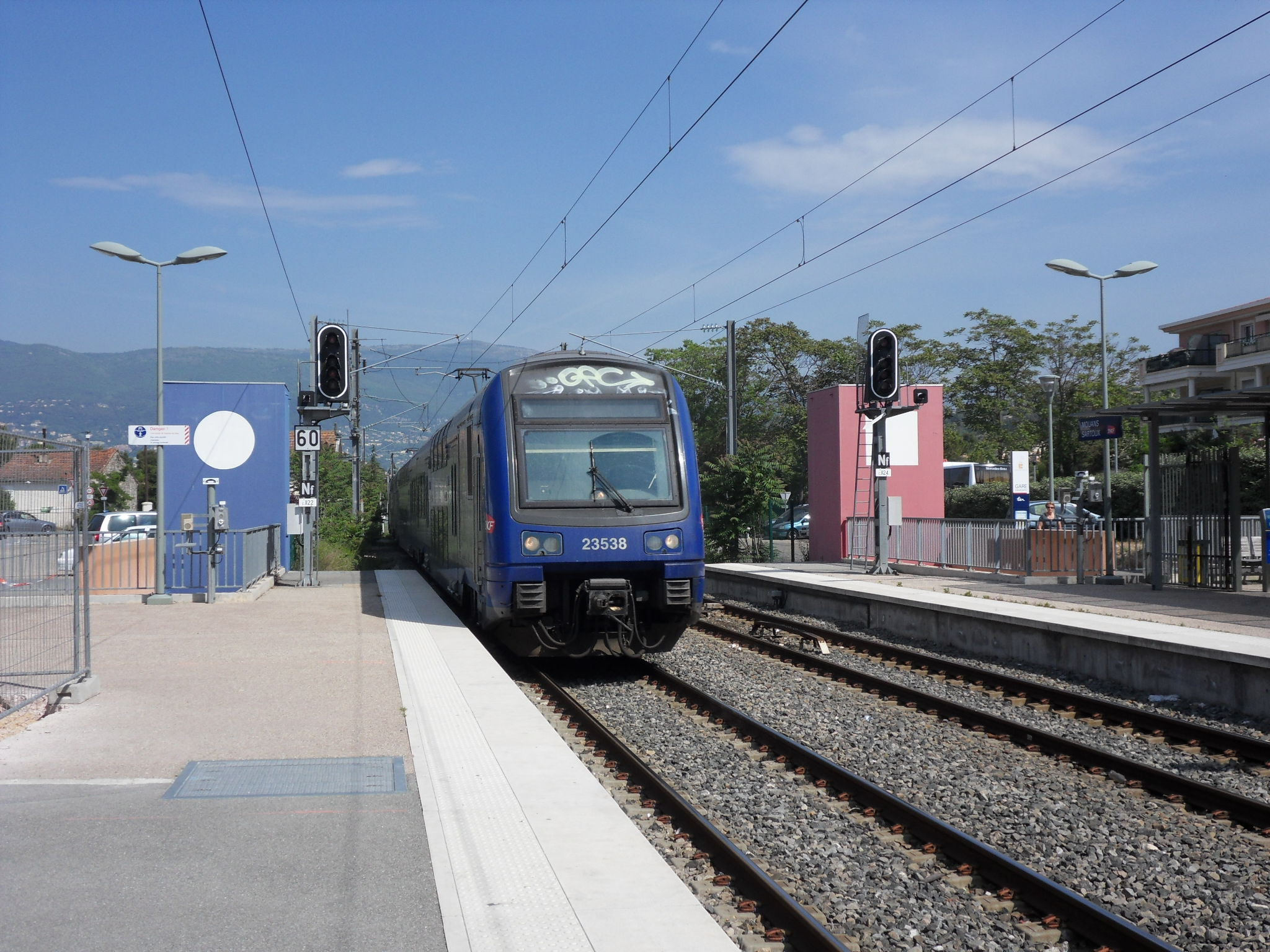
Arrivée d'un TER en provenance de Grasse.
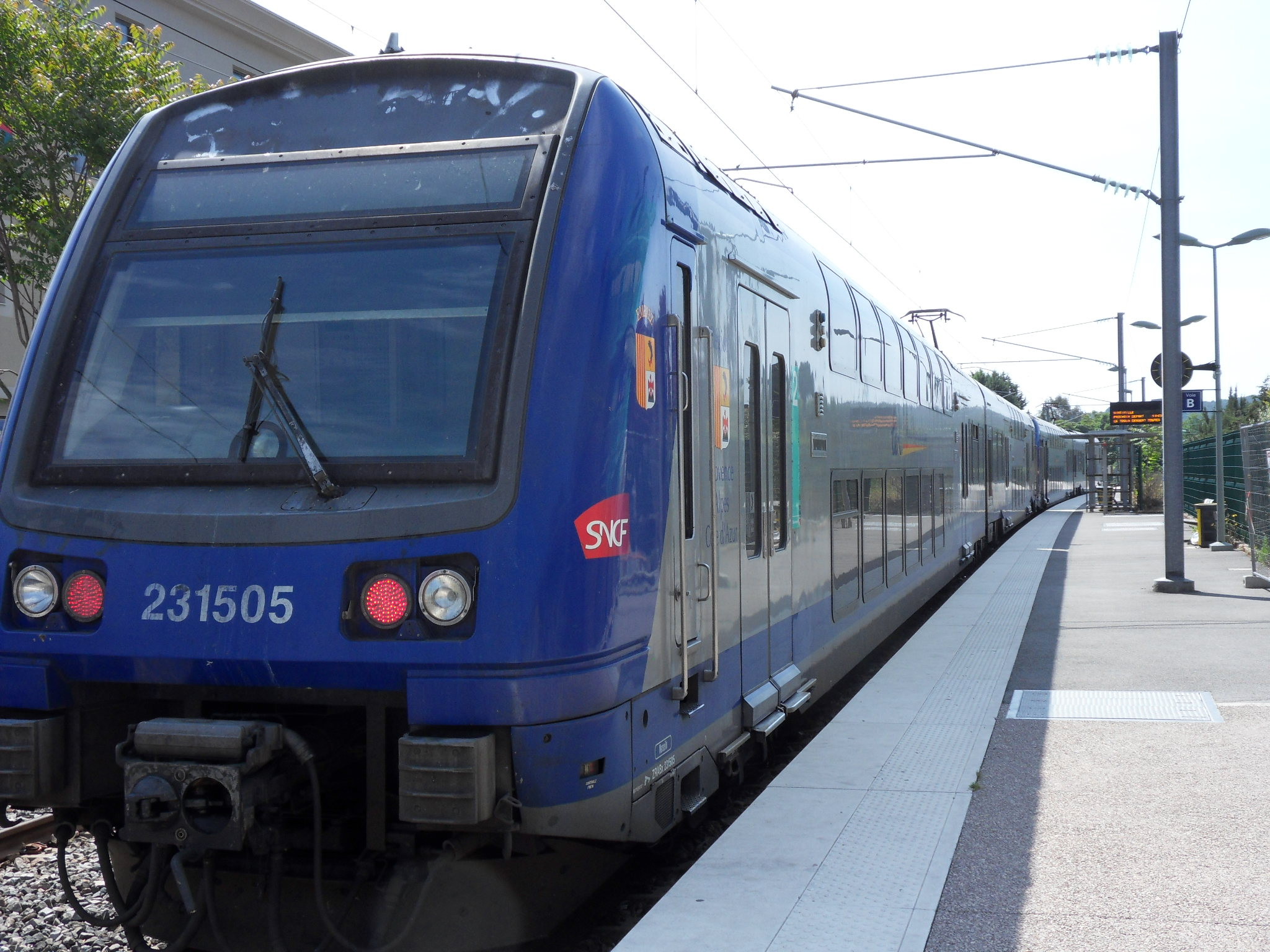
Desserte d'un TER se dirigeant vers Vintimille.
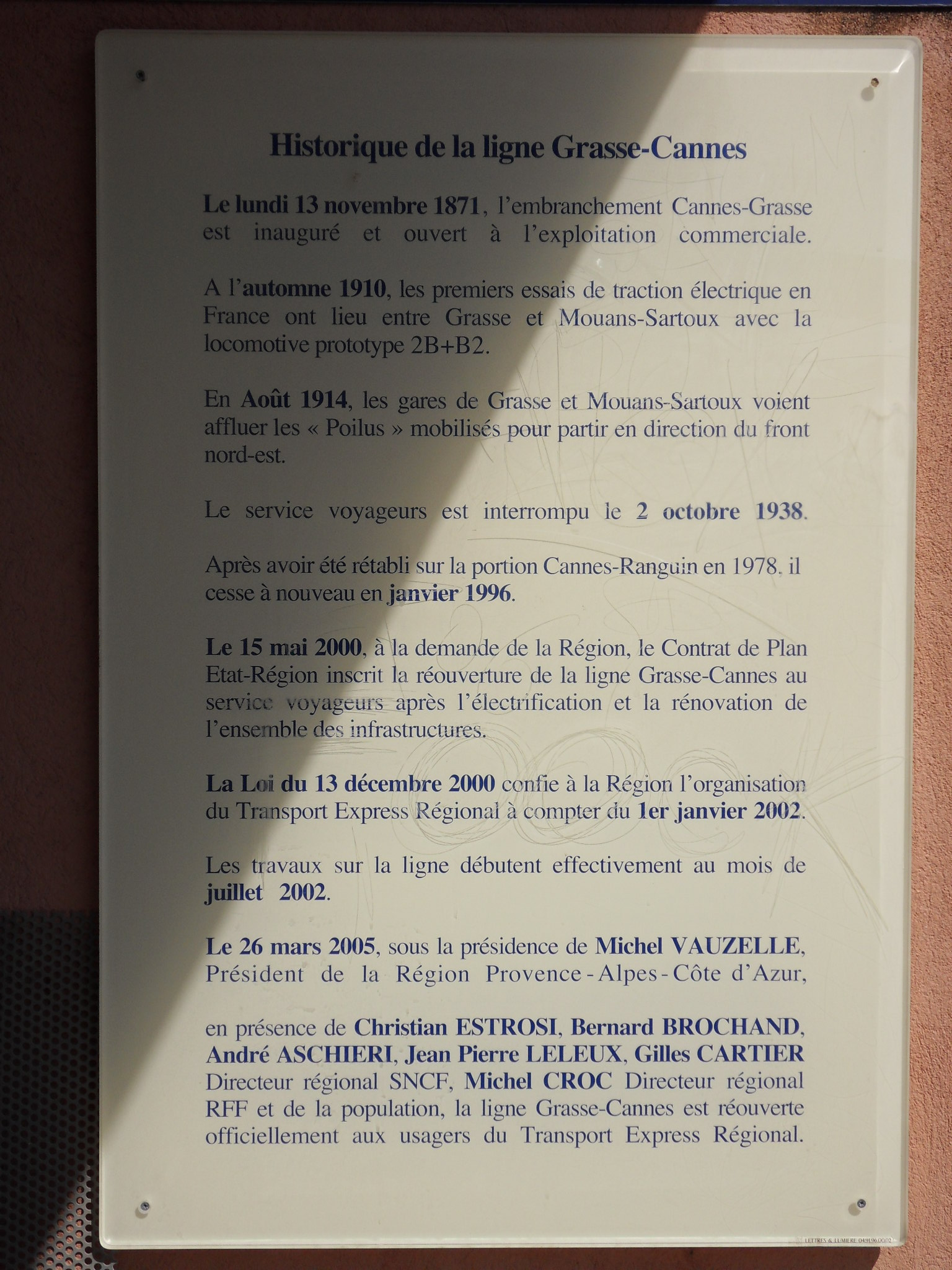
Plaque commémorative de la réouverture de la ligne.